# Свидова (гора)
Сви́дова — гора в масиві Свидовець (Українські Карпати). Розташована в північно-східній частині Тячівського району Закарпатської області, на схід від села Лопухова.
Висота 1424,7 м (за іншими даними — 1430 м). Розташована на хребті Шаса, який є найбільшим північно-західним відгалуженням головного Свидовецького хребта. Схили гори круті, підніжжя поросле лісом. Вершина незаліснена, значні площі займають полонини.
На південний схід розташована гора Берляска (1555 м), на північний захід (за долиною річки Брустурянки) — хребет Кедрин, який є частиною Привододільних Ґорґанів.